# Falko Droßmann
Falko Droßmann (11 de dezembro de 1973) é um político alemão que serve atualmente como deputado federal pelo centro de Hamburgo desde as eleições de 2021.

## Vida
Falko Droßmann é filho de um motorista de ônibus e uma diarista. Aos 17 anos de idade, ele se tornou agente de polícia.